# Montes Obarenes
Los montes Obarenes son un sistema montañoso del norte de España con una altitud media de entre 800 y 900 metros, aunque con altitudes de hasta los 1400 m del pico Humión. Tienen una longitud aproximada de 30 km y se extienden desde las hoces del Ebro, en Sobrón (Burgos y Álava), hasta las Conchas de Haro (La Rioja), donde el río Ebro los separa de la sierra de Cantabria.
El sistema montañoso entre las hoces del Ebro y Pancorbo está formado por varios bloques montañosos pero desde Pancorbo a Haro se ve como una barrera bastante continua y uniforme, por lo que aún llamándose de la misma forma suelen ser tratados como secciones diferentes.

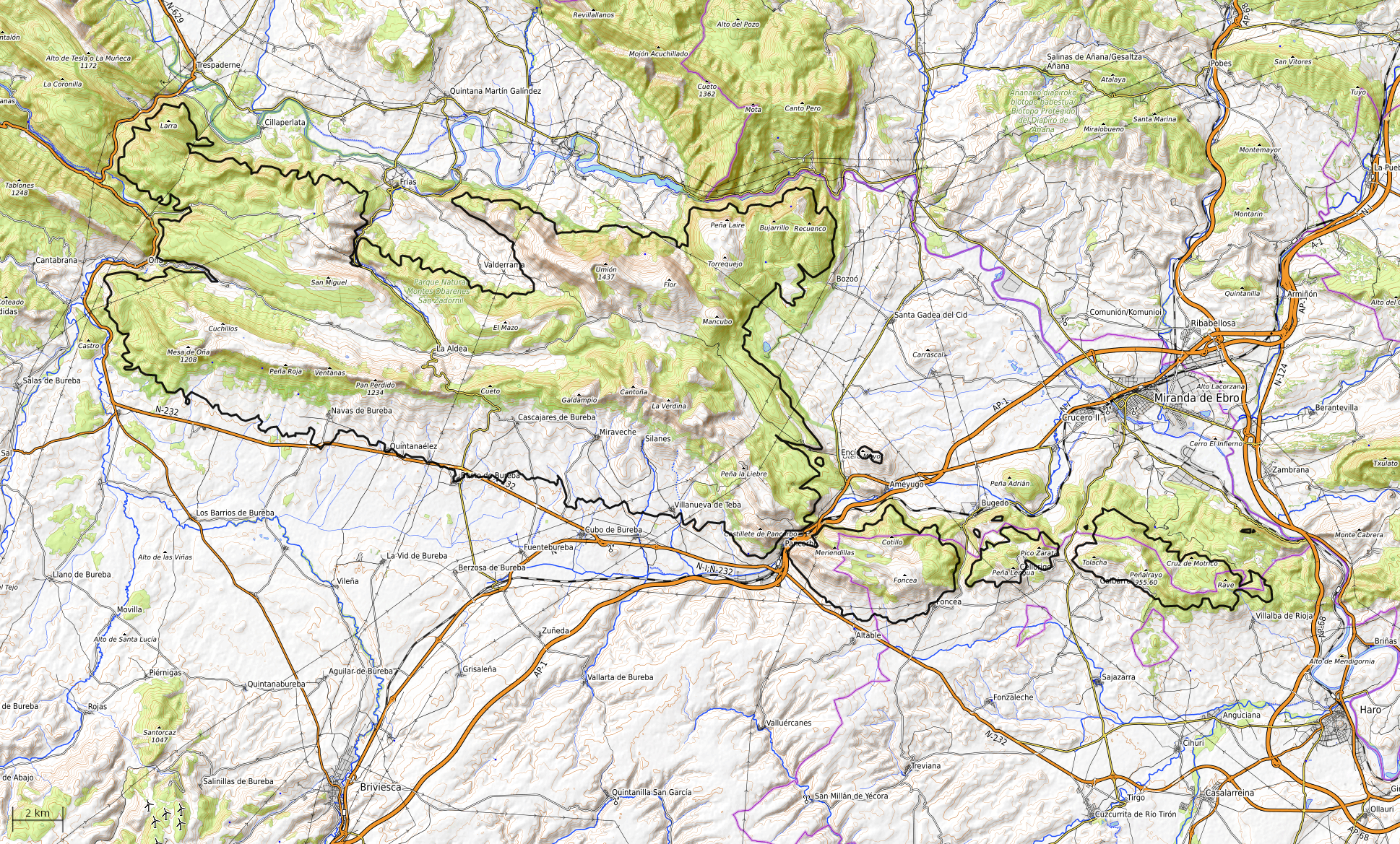
Mapa topográfico de los Montes Obarenes

Los montes Obarenes, la sierra de Cantabria, la sierra de Urbasa o los montes Vascos son estribaciones de la gran cordillera pirenaico-cantábrica.

## Sección de las hoces del Ebro a Pancorbo

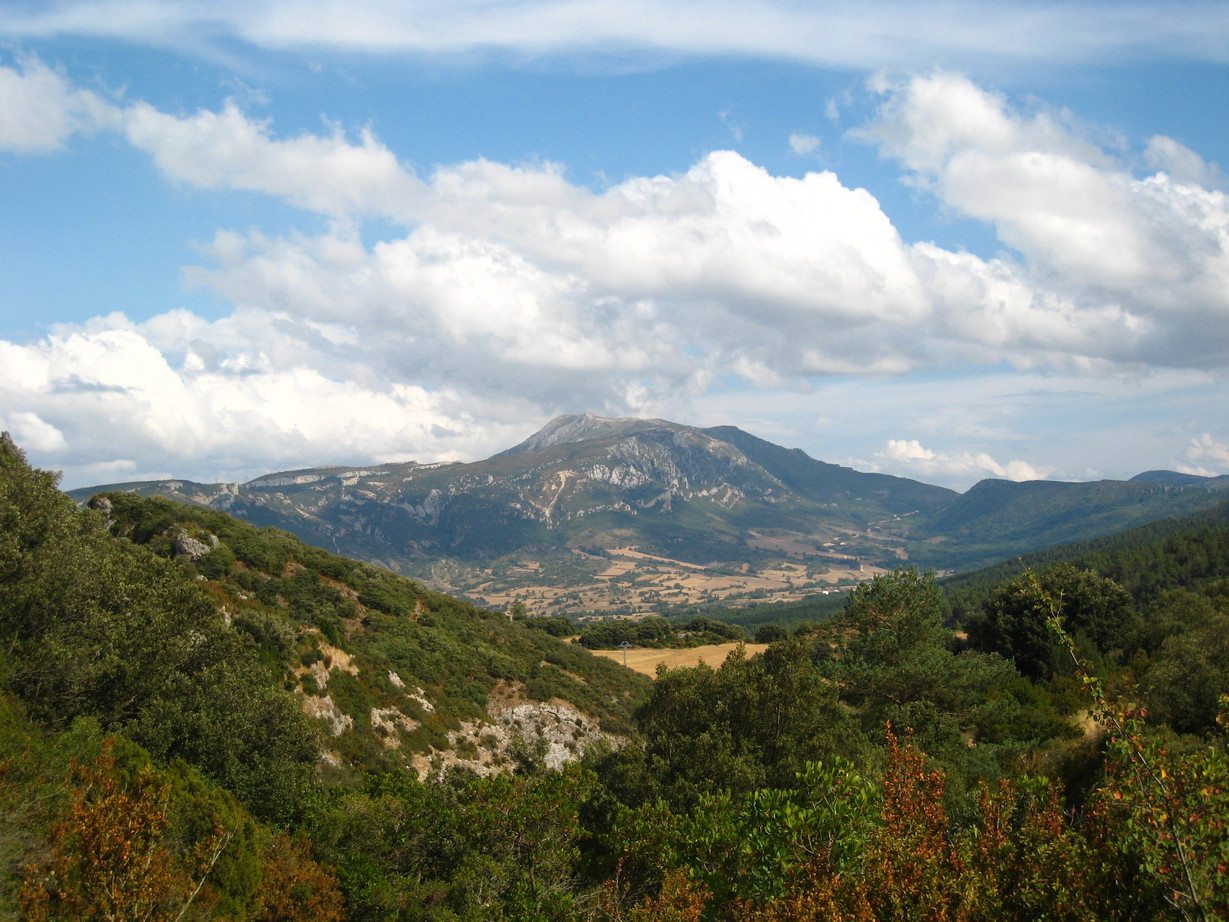
Pico Humión, Montes Obarenes, Burgos.

Su extensión sobre la provincia de Burgos se encuentra declarada como parque natural conocido como Montes Obarenes-San Zadornil.
En el año 2008, algunas organizaciones ecologistas estuvieron especialmente implicadas en su defensa porque estimaban que el parque natural estaba en peligro ante la posible construcción de la autopista AP69, también denominada Dos Mares, cuyo trazado discurriría por el parque natural.
El proyecto de la Autopista Dos Mares que preveía unir la A-67, a la altura de la localidad cántabra de Reinosa, con la ciudad burgalesa de Miranda de Ebro y de este modo unir la Cornisa Cantábrica con el Levante español a través de la AP-68 y la AP-2 o la A-23, fue descartado debido a su negativo impacto ambiental sobre espacios naturales como el parque natural de Montes Obarenes-San Zadornil en la comarca burgalesa de Las Merindades o el espacio natural del Embalse del Ebro en la comarca cántabra de Campoo-Los Valles.
El 14 de agosto de 2010 el Boletín Oficial del Estado publicó la resolución de la Secretaría de Estado de Cambio Climático del Ministerio de Medio Ambiente, Medio Rural y Marino, en la que se formuló una Declaración de Impacto Ambiental (DIA) desfavorable a la realización del proyecto del estudio informativo de la citada autopista para el tramo A-67-Miranda de Ebro, al concluir que dicho proyecto "previsiblemente causará efectos negativos significativos sobre el medio ambiente". Así mismo la DIA señaló que las medidas previstas por el promotor no son "una garantía suficiente de su completa corrección o su adecuada compensación".
Otro proyecto abandonado fue la creación de un parque temático junto al parque.

## Sección de Pancorbo a Haro
El tramo de estos montes que transcurre desde el desfiladero de Pancorbo hasta las Conchas de Haro pasa en su vertiente norte por los municipios de Pancorbo, Ameyugo, Bugedo y Miranda de Ebro, y en su vertiente sur por los de Foncea, Cellorigo, Galbárruli, Sajazarra, Villalba de Rioja y Haro.

### Zonas de paso
Los tres pasos históricos entre la meseta y la llanada en esta zona han sido el desfiladero de Pancorbo, la Hoz de Morcuera junto a Cellorigo y las Conchas de Haro.
Varias vías de comunicación utilizan estos y otros pasos en la zona:
- Desfiladero de Pancorbo:
  -  N-1  Madrid-Irún
  -  AP-1 ,  Autopista del Norte (1985)
  - Vía de ferrocarril
- Antigua carretera LO-732 de Santo Domingo de la Calzada a Miranda de Ebro. Ahora nombrada Foncea-Bugedo, LR-304 en el tramo riojano,  BU-732  en el tramo burgalés.
- Antigua carretera LO-792 de Tirgo a Miranda. Ahora  LR-301  en el tramo riojano,  BU-734  en el tramo burgalés.
- Las Conchas de Haro:
  - Vía de ferrocarril Castejón-Bilbao
  - Carretera C-122 Logroño-Miranda de Ebro
  - Carretera  N-124

### Principales cumbres
La máxima altitud es el pico Humión (1434 m), siendo otras cumbres destacadas:
- Monte Cantoña (1353 m)
- Cumbre Buey (1352 m)
- Alto de La Verdina (1352 m)
- Monte Cimero (1348 m)
- Monte Flor (1332 m)
- Pico del Águila (1328 m)
- Galdampío (1210 m)
- Alto de Los Enemigos (1205 m)
- Pico Pan Perdido (1200 m)
- Pico Ventanas (1170 m)
- Castro Cuño (1133 m)
- Monte Pollos (1108 m)
- Tejo de La Barraca (1050 m)
- Meriendillas (1003 m)
- Peña las Yeguas (1002 m)
- Foncea (980 m)
- Peñamayor (894 m)
- San Andrés (809 m)
- Cellorigo (914 m)
- La Muela (931 m)
- La Paul (913 m)
- Tolacha (919 m)
- Santa Olalla (916 m)
- Monte Fuerte (927 m)
- Peñalrayo (959 m)
- Avellano (935 m)
- Hontana (845 m)
- Los Jembres Oeste (861 m)
- Los Jembres Este (864 m)
- Cruz de Motrico (851 m)
- Parada Vieja (867 m)
- La Rave (864 m)
- Peña Escalera (812 m)
- Peña Luenga (912 m)